# Alaudín
Alaudín (Ala-ud-din Khalji, nombre real Juna Khan) fue el segundo y más destacado gobernante de la dinastía Khalji. Reinó entre 1296 y 1316. y fue el primer musulmán en gobernar la totalidad de lo que hoy conocemos como India.

## Semblanza

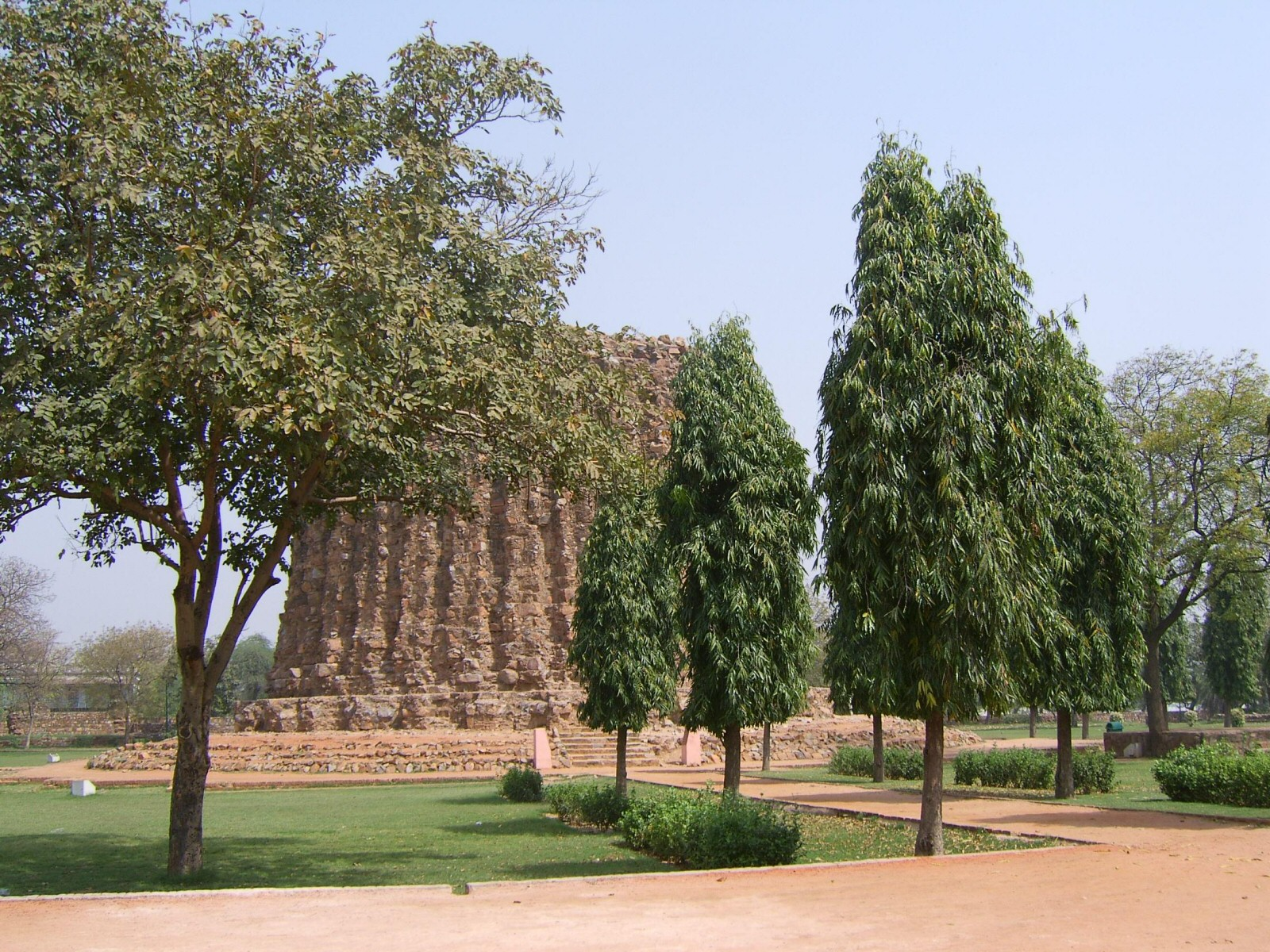
Restos del Alai Minar construido por Alaudín en Mehrauli, Nueva Delhi, India

Alaudín era el sobrino y yerno de Jalal-ud-din. Su tío designó a Alaudín como gobernador de Kara, hasta que en 1296 Alaudín asesinó a su tío. La viuda de Jalal-ud-din designó como heredero al trono a su hijo menor.
Alaudín partió desde Kara hasta Delhi. Entró en la ciudad con la cabeza de su tío colocada sobre una pica. Tras apoderarse de la capital se autoproclamó "rey de Delhi" el 3 de octubre de 1296. Unos meses más tarde derrotó a los mongoles cerca de Jalandhar para asegurar así su trono.
Aunque fue el mejor periodo de la dinastía Khalji, el reinado de Alaudín estuvo marcado por su crueldad y sus delirios de grandeza. Ya en los inicios de su gobierno, cegó, metió en prisión y asesinó a numerosos miembros de la nobleza. Tras la anexión de Guyarat, se extendió la práctica de martirizar a las familias de los rebeldes.
En 1299, un ejército compuesto por más de 200.000 mongoles entró en la India con la intención de conquistarla. El general Zafar Khan, uno de los más brillantes de las tropas de Alaudín, consiguió derrotarles en la batalla de Kili, aunque no logró sobrevivir.
Alaudín se describía a sí mismo como el Segundo Alejandro. Esa descripción demuestra en parte los delirios de grandeza de este gobernante que deseaba crear una religión mundial. Otra muestra de sus aspiraciones es el Alai Minar que construyó en el complejo Qutb con el deseo de superar en altura y grandeza al Qutab Minar. Alaudín murió en 1316 víctima de un edema.